# Saison 1984-1985 du Boucau stade
 (août 2010).
Cette page présente la saison 1984-1985 du Boucau Tarnos stade en championnat de France de rugby à XV de 1re division groupe A.

## Transferts
| Joueur             | Poste                                 | Destination      |
| Didier Sallaber    | ailier ou arrière                     | Aviron bayonnais |
| Franck Lopez       | 3e ligne                              | Aviron bayonnais |
| Patrick Roméo      | 2e ligne                              | Hasparren        |
| Ribes              | 3e ligne                              | Ondres           |
| Pierre Teillagorry | arrière ou centre ou demi d'ouverture | Arrêt            |

| Joueur         | Poste    | Destination      |
| André Pourteau | ailier   | Aviron bayonnais |
| Louis Galdos   | 3e ligne | Aviron bayonnais |

## La saison
- Poule : SU Agen, US Dax, CA Bègles, Hyères, Biarritz olympique, Football club oloronais, Stade Rochelais, US Romans & Valence sportif.

1 seul défaite à domicile (Biarritz) un exploit à Hyères(qui était invaincu chez lui depuis plusieurs saisons) et un nul à Romans seront concrétisés par une qualification pour les 16e de finale(la 5e en 8 saisons).
- LES plus beaux matchs de la saison : les victoires contre Dax[1], La Rochelle[1] et Agen[1] à Piquessarry + de grosses prestations collectives à domicile face à Romans[1] & Valence[1].

| Adversaires     | Résultats Domicile | Résultats Extérieur |
| Agen            | Gagné 10 à 9       | Perdu 23 à 7        |
| Dax             | Gagné 16 à 9       | Perdu 24 à 16       |
| Bègles-Bordeaux | Gagné 18 à 13      | Perdu 34 à 14       |
| Oloron          | Gagné 12 à 3       | Perdu 21 à 6        |
| Hyères          | Gagné 9 à 6        | Gagné 10 à 12       |
| Biarritz        | Perdu 0 à 16       | Perdu 7 à 6         |
| La Rochelle     | Gagné 25 à 10      | Perdu 15 à 0        |
| Romans          | Gagné 20 à 12      | match Nul 3 à 3     |
| Valence         | Gagné 25 à 3       | Perdu 16 à 11       |

Le BS sera la « victime » d'un championnat « saucissonné » à la suite des matchs de l'équipe de France et d'un hiver très rigoureux (où plusieurs matchs seront reportés).
Aussi, l'équipe (qui aura plusieurs blessés indisponibles durant de longues périodes) arrivera avec une petite forme lors du match de l'année : le 16e de finale contre Brive à Marmande. Défaite normale et logique 17 à 9 malgré une grosse prestation du pack et de la mêlée boucalaise qui mit au supplice sa rivale.
| Poste            | Joueurs                               |
| 1re ligne        | Gaye (puis Errecart), Pascal, Yanci   |
| 2e ligne         | Jean Condom, Y.Dupin                  |
| 3e ligne         | Barragué, M.Lassalle, Erdocio         |
| demi de mêlée    | Labat                                 |
| demi d'ouverture | Pouyau                                |
| 3/4              | Pourteau, Fanen, Betbeder, J.Peytavin |
| arrière          | Lartigue                              |

## Meilleurs marqueurs de points et d'essais
| classement | Joueur                                                                                     | Points |
| 1          | Didier Pouyau                                                                              | 116    |
| 2          | Denis Lesca                                                                                | 23     |
| 3          | Jean-Paul Betbeder                                                                         | 12     |
| 4          | Corroy, Michel Lassalle, Christian Barragué & Erdocio                                      | 8      |
| 8          | Jean-Michel Labat                                                                          | 7      |
| 9          | Bernard Lassalle                                                                           | 5      |
| 10         | Galdos, André Pourteau, Serge Pascal, Didier Pouy, Jean-Michel Yanci & Jean Claude Sanglar | 4      |

| classement | Joueur                                                                                     | Essais |
| 1          | Didier Pouyau                                                                              | 4      |
| 2          | Jean-Paul Betbeder                                                                         | 3      |
| 3          | Denis Lesca, Corroy, Michel Lassalle, Christian Barragué & Erdocio                         | 2      |
| 8          | Galdos, André Pourteau, Serge Pascal, Didier Pouy, Jean-Michel Yanci & Jean Claude Sanglar | 1      |

## Effectif
| Rang | Nom                | Poste                | parcours                      |
| 1    | Henry Gaye         | Pilier               | formé au club                 |
| 2    | Jean-Michel Yanci  | Pilier               | formé au club                 |
| 3    | Jean-Pierre Corréa | Pilier               | formé au club                 |
| 4    | Patrick Errecart   | Pilier               | formé au club                 |
| 5    | Jacques Sallaberry | Talonneur ou Pilier  | formé au club, puis St Palais |
| 6    | Serge Pascal       | Talonneur            | formé au club                 |
| 7    | Jean Condom        | 2e ligne             | formé au club                 |
| 8    | Yves Dupin         | 2e ligne             | formé au club                 |
| 9    | Michel Lassalle    | 3e ligne             | formé au club                 |
| 10   | Convert            | 2e ligne             | Vient du Basket Orthez        |
| 11   | Galdos             | 3e ligne aile        | Tyrosse, Bayonne              |
| 12   | Erdocio            | 3e ligne             | Biarritz                      |
| 13   | Christian Barragué | 3e ligne ou 2e ligne | Bayonne                       |
| 14   | Gérard Novion      | 3e ligne aile        | formé au club                 |
| 15   | Corroy             | 3e ligne aile        | formé au club                 |
| 16   | Bordato            | 3e ligne aile        | formé au club                 |

| Rang | Nom                 | Poste                      | parcours      |
| 17   | Fortabat            | Demi de mêlée              | formé au club |
| 18   | Jean-Michel Labat   | Demi de mêlée              | formé au club |
| 19   | Didier Lissart      | Demi de mêlée              | formé au club |
| 20   | Didier Pouyau       | Ouvreur                    | formé au club |
| 21   | Bernard Lassalle    | Ouvreur                    | formé au club |
| 22   | Jacques Fanen       | Ouvreur ou centre          | formé au club |
| 23   | Frédéric Crouzat    | Ailier, ouvreur ou arrière | Bayonne       |
| 24   | Didier Pouy         | Ailier                     | formé au club |
| 25   | Jean-Paul Betbeder  | Centre                     | formé au club |
| 26   | Jean Peytavin       | Ailier                     | formé au club |
| 27   | André Pourteau      | Ailier                     | Bayonne       |
| 28   | Lartigue            | Ailier, centre ou arrière  | Bayonne       |
| 29   | Denis Lesca         | Ailier ou arrière          | formé au club |
| 30   | Gilles Larrieste    | Arrière ou ailier          | A.S.Bayonne   |
| 31   | Jean Claude Sanglar | Ailier                     | formé au club |